# Gaston Planté
Raymond Gaston Planté (Orthez, 22 de abril de 1834 — Bellevue, 21 de maio de 1889) foi um físico francês, inventor da bateria chumbo-ácido‎ em 1859, que se tornou o primeiro tipo de bateria recarregável a ser comercializado.
Gaston Planté inicia a sua carreira académica em 1854, como assistente da cadeira de Física no Conservatório de Artes e Ofícios de Paris e, seis anos mais tarde, atinge o grau de professor Física na Associação Politécnica para o Desenvolvimento da Instrução Popular.
Entre os vários temas que Planté estudou, deu especial atenção à electricidade estática e dinâmica, em particular às reacções electroquímicas. As suas primeiras experiências neste domínio levaram-no, em 1859, à construção de uma bateria para acumular energia eléctrica. Este seu primeiro modelo de acumulador, chamado de Planté, era constituído basicamente por duas lâminas de chumbo, separadas por tiras de borracha e enroladas como um cilindro que se emergia numa solução aquosa ácida a 10% de ácido sulfúrico. No ano seguinte Planté apresentou à Academia Real das Ciências uma bateria com nove elementos iguais ao do seu primeiro modelo numa caixa de vidro e com terminais ligados em paralelo. A capacidade inicial era muito limitada dado que a placa do positivo tinha pouco material activo disponível para a reacção, a força electromotriz deste acumulador, também chamado de chumbo ou ácido, era de 2 V.
Este modelo foi sofrendo sucessivamente melhorias ao longo dos tempos, tantos nos materiais, como nos processos da fabricação, destacando-se a figura de Camille Alphonse Faure que, em 1881, tornava o modelo de Planté mais eficiente e aplicou-o desde logo à tracção eléctrica. Posteriormente, a evolução deste modelo, tornou-o num grande sucesso comercial na recém indústria automóvel.
Embora rudimentar, o primeiro modelo de acumulador tornou Gaston Planté reconhecidamente como o inventor da bateria recarregável, a bateria de ácido tal como hoje a conhecemos nos veículos motorizados. O pássaro pré-histórico Gastornis foi batizado em sua homenagem, por ter sido o primeiro a descobrir seu fóssil.